# Trioza himalayensis
Trioza himalayensis är en insektsart som beskrevs av Mathur 1973. Trioza himalayensis ingår i släktet Trioza och familjen spetsbladloppor. Inga underarter finns listade i Catalogue of Life.